# Amotz Zahavi
Amotz Zahavi (in ebraico אמוץ זהבי‎?; Petah Tiqwa, 14 agosto 1928 – Tel Aviv, 12 maggio 2017) è stato un biologo e zoologo israeliano.

## Biografia
Nel 1953 fondò, insieme ad Azaria Alon, la Società per la protezione della natura in Israele, per la quale nel 1980 vinse il premio Israele. Durante gli studi di biologia all'Università Ebraica di Gerusalemme conobbe la futura moglie nonché collega Avishag Zahavi, da cui ebbe due figlie. Successivamente fu incoraggiato a studiare zoologia dal direttore dello zoo di Tel Aviv Heinrich Mendelssohn e nel 1970 ottenne il dottorato di ricerca all'Università di Tel Aviv.
Nel 1973 concepì, insieme a Peter Ward, l'ipotesi del centro informazioni, la quale asseriva che gli uccelli si raccolgono in gruppo al fine di ottenere informazioni sulla localizzazione del cibo. Nel 1975 elaborò la ben più famosa ipotesi del principio dell'handicap, che intendeva espandere la teoria dei segnali.

## Opere
- Amotz Zahavi e Avishag Zahavi, The Handicap Principle, Oxford, Oxford University Press, 1997, ISBN 9780195129144.
  -  Il principio dell'handicap, traduzione di Michele Luzzatto, Torino, Giulio Einaudi Editore, 1997, ISBN 9788806144791.